# Marianna Nossova
Pour les articles homonymes, voir Nossova.
Marianna Aleksandrovna Nossova (en russe : Марианна Александровна Носова) (née Iazeptchik le 22 avril 1987) est une joueuse de volley-ball russe. Elle mesure 1,76 m et joue au poste de passeuse. 

## Clubs
| Club                    | De        | À         |
| ----------------------- | --------- | --------- |
| Universitet Belgorod    | 2002-2003 | 2006-2007 |
| VK Obninsk              | 2006-2007 | 2006-2007 |
| Universitet Belgorod    | 2007-2008 | 2009-2010 |
| Oufimotchka Oufa        | 2010-2011 | 2011-2012 |
| VK Voronej              | 2012-2013 | 2013-2014 |
| JVK Sakhaline           | 2014-2015 | 2014-2015 |
| Hapoël Ironi Kiryat Ata | 2015-2016 | 2015-2016 |
| Dinamo Krasnodar        | 2017-2018 | 2017-2018 |
| VK Toulitsa Toula       | 2018-2019 | …         |

## Palmarès
- Coupe de Russie
  - Vainqueur : 2008.